# Evaluaciones de aprendizaje a gran escala
Las evaluaciones de aprendizaje a gran escala (LSLA por sus siglas en inglés) constituyen una clase de prueba estandarizada a escala nacional o transnacional que ofrece una visión general acerca de los resultados de aprendizaje alcanzados por un grupo de estudiantes en un año concreto y en un determinado número de ámbitos de aprendizaje.
El uso de estas evaluaciones ha ido aumentando de manera constante (en la actualidad, se realizan en más de la mitad de los países de todo el mundo). Su alcance también ha aumentado. Además de la medición de las competencias de lectura y matemáticas, cada vez analizan un mayor número de ámbitos, como las aptitudes digitales, las competencias informáticas y de información, las habilidades socioemocionales o la comprensión de conceptos y cuestiones relacionadas con el civismo y la ciudadanía.
Las LSLA han ganado protagonismo en los debates en materia de educación celebrados en los planos local y mundial. Esta situación se ha visto reforzada gracias a una nueva perspectiva, inherente a la Agenda 2030 para el Desarrollo Sostenible, centrada en el aprendizaje igualitario, eficaz y pertinente para todas las personas y al enfoque resultante relativo al uso de los datos para mejorar las políticas y las estrategias. Las LSLA están cada vez más incorporadas a los programas de trabajo de organizaciones internacionales y regionales, y reciben el apoyo de organismos donantes a través de asistencia técnica y financiera.

## Principios de rigor en el diseño y la aplicación
Las LSLA son un subconjunto concreto de sistemas de evaluación del aprendizaje. Son evaluaciones a nivel del sistema que proporcionan un resumen de los resultados de aprendizaje de un grupo de alumnos determinado (basado en la edad o el curso), en un año académico determinado y en un número limitado de ámbitos. Suelen clasificarse como evaluaciones nacionales o transnacionales (regionales/ internacionales).
Las LSLA son uniformes y están estandarizadas en términos de contenido, proceso de administración, fechas y sistemas de puntuación (de hecho, suelen denominarse pruebas estandarizadas, sobre todo en los países y la literatura de tradición anglosajona). Por lo general, están basadas en muestreos, si bien un número cada vez mayor de países ha adoptado a lo largo de los últimos decenios un enfoque de base censal. Pueden conducirse en la escuela o el hogar, pueden estar relacionadas con los planes de estudios o no.
En líneas generales, las LSLA son utilizadas por las autoridades de educación para determinar los niveles globales de resultados del alumnado. Ayudan a los gobiernos a realizar un seguimiento de los cambios en los resultados de aprendizaje a lo largo del tiempo y ponen de relieve las desigualdades en estos resultados entre los distintos grupos de población. Los datos de las LSLA, que determinan las correlaciones de los resultados de aprendizaje y ofrecen una visión más exhaustiva de las interacciones entre las diversas variables, permiten entender mejor las dinámicas que se encuentran detrás del desempeño de los sistemas educativos. De este modo, sirven de base para el diseño de políticas y estrategias dirigidas a mejorar los conocimientos y las competencias del estudiantado, así como la equidad en el aprendizaje.
Las LSLA se diseñan y se aplican de tal manera que cumplan ciertos criterios. A pesar de la falta de normas internacionales examinadas acerca de las características que definen una LSLA adecuada (es decir, una evaluación que permita obtener datos fiables), sí existe un importante consenso entre las personas encargadas de desarrollar las pruebas, especialistas en estadística y expertas en psicometría sobre los requisitos técnicos de estas evaluaciones.
Las LSLA deben desarrollarse y aplicarse sobre la base de al menos tres principios:
1. Deben ser sólidas desde el punto de vista técnico. Las metodologías de evaluación, el análisis y la interpretación de los datos deben seguir principios científicos;
2. Deben seguir un proceso de aplicación estandarizado;
3. Deben diseñarse de tal manera que sean éticas y equitativas, y que incluyan a toda la población objetivo.[1]

## Beneficios percibidos
Las razones que llevan a desarrollar una evaluación nacional del aprendizaje o a participar en iniciativas transnacionales son múltiples y están impulsadas por un amplio abanico de factores, a menudo relacionados entre ellos.
Existen cuatro factores impulsores del aumento y la expansión de las LSLA: el creciente número de beneficios percibidos, la evolución a nivel mundial de la cultura de evaluación, el cambio en el enfoque de las políticas mundiales de educación y las prioridades y demandas de los donantes para el desarrollo.

### Análisis de datos
Los datos obtenidos con las LSLA proporcionan a los gobiernos pruebas con las que subsanar las ineficacias del sistema respondiendo a preguntas clave, como quién aprende qué y quién no, dónde, cuándo y por qué. Los expertos e investigadores emplean generalmente los resultados escolares y la información de los cuestionarios de antecedentes para describir los conocimientos y las aptitudes de una población específica. Eso suele implicar varios tipos de análisis. En primer lugar, es preciso entender los factores que influyen en los resultados escolares (p. ej., el contexto doméstico y escolar, así como las prácticas en dichos ámbitos) y si cambian con el tiempo. En segundo lugar, hay que identificar las tendencias generales de los resultados escolares y evaluar los progresos realizados en la consecución de metas específicas por medio de una serie de indicadores. En tercer lugar, es preciso poner de relieve las disparidades en las capacidades cognitivas de los distintos subgrupos de alumnos en función de la dimensión a que pertenecen, como factores socioeconómicos, cuestiones regionales, el género, la situación migratoria y la lengua materna.
Las personas encargadas de formular políticas utilizan los resultados o la evidencia de las LSLA con múltiples propósitos:
- Seguimiento y evaluación: hacer un seguimiento de una serie de cuestiones y tendencias con relación a la consecución de objetivos y metas nacionales, regionales y globales, y evaluar las políticas de educación.
- Fundamento para la formulación de políticas: orientar la formulación, el diseño y la implementación de políticas o mejorar la eficacia de las medidas normativas ya en vigor.
- Establecimiento de agendas: establecer programas aumentando la sensibilización sobre determinadas cuestiones, fomentando el debate en el seno de la sociedad civil y en los círculos gubernamentales, identificando las esferas prioritarias de reforma y generando una “presión positiva” que incite a los gobiernos a emprender reformas o impulsar un cambio normativo, en especial cuando los resultados de las evaluaciones resulten sorprendentes o preocupantes.
- Rendición de cuentas: hacer que una serie de agentes, incluidas las partes interesadas directamente en la educación (administradores, directores, docentes, juntas escolares o proveedores privados) y entes que podría decirse que son externos al sistema educativo (gobiernos, autoridades locales, etc.) rindan cuentas.
- Análisis en profundidad: añadir profundidad y perspectiva al análisis de los sistemas educativos y exigir a los encargados de la formulación de políticas y a los profesionales que lleven a cabo otros estudios específicos que reflejen de un modo más adecuado sus realidades locales y contextuales.[1]

## Limitaciones
Las LSLA suelen centrarse en un rango limitado de dimensiones de aprendizaje y abordar un número finito de los múltiples propósitos de la educación. Los resultados del aprendizaje no pueden entenderse de manera aislada o como la única medición válida de la calidad de la educación. Más bien, deben concebirse en relación con otras dimensiones pertinentes, como los resultados a nivel social y los beneficios necesarios para la cohesión social, variables procedimentales relativas al proceso de enseñanza y aprendizaje, y los entornos del aula y la escuela.
De acuerdo a una publicación de UNESCO de 2019, surgen tres principales preocupaciones: su infrautilización, su sobreutilización, y su combinación con (o subordinación a) medidas de rendición de cuentas.